# カトリック嘉義教区
カトリック嘉義教区(中: 天主教嘉義教區、羅: Dioecesis Kiayiensis、英: Diocese of Kiayi）は、台湾 雲林県、嘉義市および嘉義県を管轄区域とするキリスト教カトリック教会の司教区。管轄区域は閩南人が主な住民である嘉南平原とツォウ族が主な阿里山地域に跨る。司教座聖堂は聖ヨハネ司教座堂。

## 沿革
- 1913年 - 台湾は既に日本統治時代の中期にあったが、依然として中国のアモイ代理区に所属していた。そこで教皇庁はこれを独立させ、フォルモサ（すなわち台湾）使徒座知牧区を設置し、台湾全島を管轄した。
- 1949年 - 12月31日 教皇庁は台湾知牧区を台北知牧区と高雄知牧区に分割。
- 1952年 - 8月7日 教皇庁は台湾において教階制（ヒエラルキー）を実施。同時に西部平原地帯の雲林県、嘉義県、嘉義市、台南市、台南県、澎湖県が独立し、嘉義知牧区が設置され、中国山東省の陽穀教区司教の牛会卿師が知牧に就任した。
- 1961年 - 3月21日、教皇庁は台南市、台南県、澎湖県を嘉義知牧区から分割し、台南教区を設立。
- 1962年 - 4月16日、教皇庁は嘉義知牧区を正式に嘉義教区へと昇格させ、同時に牛会卿師を初代司教に任命。

嘉義教区歴代6名の司教のうち、4名が後日台北、高雄の二大都会の司教に任ぜられ、このため本教区は「司教のゆりかご」とも呼ばれる。その反面、往々にして教区に司教空位をもたらしている。
本教区は同時に神言会の台湾における大本営ともなっている。

## 統計
| 番号 | 項目               | 数値     |
| ---- | ------------------ | -------- |
| 1    | 信徒数             | 12,301名 |
| 2    | 司教および司祭     | 50名     |
| 3    | 修道士および修道女 | 76名     |
| 4    | 小教区             | 27箇所   |
| 5    | 巡回教会           | 19箇所   |

（2010年現在）

## 歴代司教（教区長）
- 初代 - トマス牛会卿（中国語版） 1962年 - 1969年
- （使徒座管理/台南司教兼務）- パウロ成世光 1969年 - 1970年
- 2代 - マタイ賈彦文 1970年 - 1974年
- 3代 - ヨセフ狄剛 1975年 - 1985年
- 4代 - ヨセフ林天助 1985年 - 1994年
- 5代 - ペトロ劉振忠 1994年 - 2004年
- （使徒座管理/台南司教兼務） - ボスコ林吉男 2004年 - 2006年
- 6代- ヨハネ洪山川（神言会） 2006年 - 2007年
- （使徒座管理/教区秘書長兼務） - 洗礼者ヨハネ呉終源 2007年 - 2008年
- 7代- トマス鍾安住 2008年 - 現在